# Сошальский, Владимир Борисович
Влади́мир Бори́сович Соша́льский (14 июня 1929, Ленинград — 10 октября 2007, Москва) — советский и российский актёр театра и кино. Народный артист РСФСР (1988). Настоящая фамилия — Феодо́сьев.

## Биография
Родился 14 июня 1929 года в Ленинграде в семье актёров Варвары Розалион-Сошальской и Бориса Феодосьева.
Дебютировал на сцене юный Володя случайно: заигравшись за кулисами театра, вышел на сцену прямо во время спектакля по пьесе Ибсена «Привидения». Ещё до окончания школы он поступил в студию при Ленинградском ТЮЗе. В 1948 году окончил обучение и до 1951 года работал в этом театре. Именно в Ленинградском ТЮЗе Владимир Сошальский сыграл свою первую звёздную роль: в спектакле «Ромео и Джульетта» ему довелось исполнить роль Ромео.
Вскоре слава достигла и Центрального театра Советской армии в Москве, в ту пору театр призывал на срочную военную службу всех молодых актёров через военкомат, так поступили и с Владимиром. Он переезжает из Ленинграда в Москву. Начав срочную службу в спецчасти при театре Советской армии (его сослуживцем в части был Алексей Баталов), Владимир уже не расставался с этим театром до конца жизни.
С конца августа 2007 года актёр находился в московском хосписе — у него обнаружили рак предстательной железы, и родные уже не могли обеспечивать должный уход за больным. 
Скончался в возрасте 78 лет жизни 10 октября 2007 года. Похоронен на Троекуровском кладбище в Москве, рядом с могилой матери (участок № 3).

Могила Владимира Сошальского рядом с могилой матери на Троекуровском кладбище Москвы

### Личная жизнь
Официально был женат шесть раз. Кроме того, имел множество романов.
После роли Ромео в Ленинградском ТЮЗе, сыгранной в 1950-е годы, в него влюбилась молодая Ольга Аросева, которая тогда работала в Ленинграде. Она стала его первой женой. Брак продлился немногим более года. От Аросевой Сошальский ушёл к другой актрисе — приме БДТ Нине Ольхиной. Впрочем, и этот брак оказался недолговечным.
Владимир Борисович переехал в Москву, где нашёл новую любовь — актрису Нинель Подгорную. Они расходились, Сошальский женился на актрисе Марии Скуратовой, но уже через месяц вернулся к Нинель, которая в свою очередь развелась с мужем. В их фактическом браке родилась дочь Екатерина. А вскоре в его жизни появилась актриса Алина Покровская, с которой он работал в театре Советской армии.
В браке с Нонной Мордюковой прожил всего полгода.
У меня всегда было правило: если влюбляюсь, сразу ухожу к любимой женщине. Никаких метаний, никакой лжи…
Владимир Сошальский.
Все бывшие жёны Сошальского сохранили о нём светлые воспоминания.
Его последней спутницей стала заведующая репертуарной частью Театра Российской армии Светлана (26 августа 1960 — 12 октября 2019), которая в 1999 году родила ему сына Владимира.

### Заключение сына под стражу
Суд приговорил сына известного советского актера Владимира Сошальского к 11 годам лишения свободы по обвинению в незаконном сбыте наркотиков в крупном размере. 
25-летнего Владимира Сошальского-младшего задержали в конце июля 2024 года.
По данным правоохранителей, мужчина попытался скрыться при появлении сотрудников ППС, но его удалось остановить. Во время осмотра у него нашли три пакета с веществом, позже идентифицированным как кокаин общей массой 2,78 грамма.
Сошальский-младший проживал один в квартире на улице Советской армии, неподалеку от театра, где до последних дней служил его прославленный отец. По оперативным данным, молодой человек около 7 лет назад увлекся употреблением сильнодействующих веществ.

## Творчество

### Роли в театре

#### Ленинградский ТЮЗ
1. 1948 — «Ромео и Джульетта», по пьесе У. Шекспира (реж. П. Вейсбрём), — Ромео

#### Центральный академический театр Советской армии
1. «Хождение по мукам»
2. «Макбет» — Макбет
3. «Стрекоза»
4. «Не было ни гроша, да вдруг алтын» А. Н. Островского
5. «Варвары»
6. «Обрыв» И. А. Гончарова
7. «Мастерица варить кашу»
8. «Укрощение строптивой»
9. «Профессия миссис Уоррен»
10. «Внук короля»
11. «Ковалёва из провинции»
12. «Закон вечности»
13. «Не беспокойся, мама!»
14. «Странствия Билли Пилигрима»
15. «Забыть Герострата!»
16. «Обретение»
17. «Душа солдата»
18. «Экзамены никогда не кончаются»
19. «Тайное общество»
20. «Хождение по мукам»
21. «Мандат»
22. «Цветные сны о чёрно-белом»
23. «Скупой»

### Роли в кино
1. 1949 — Академик Иван Павлов — студент (в титрах не указан)
2. 1951 — Тарас Шевченко — прапорщик Николай Монтелли, друг Шевченко
3. 1954 — Анна на шее — офицер
4. 1955 — Михайло Ломоносов — граф Иван Иванович Шувалов
5. 1955 — Отелло — Кассио
6. 1956 — Челкаш — эпизод
7. 1957 — На графских развалинах — Граф
8. 1958 — Матрос с «Кометы» — Вадим
9. 1959 — Григорий Сковорода — камердинер
10. 1961 — Перекрёсток — муж Гали
11. 1961 — Укрощение строптивой — Транио
12. 1964 — Москва — Генуя — фотокорреспондент
13. 1965 — Заговор послов — Сидней Рейли
14. 1965 — Эскадра уходит на запад — Гришин-Алмазов
15. 1967 — Желаем успеха
16. 1974 ― Белый круг ― представитель фирмы «Крупп»
17. 1976 — Марк Твен против — полковник Патерсон
18. 1977 — Талант — Анатолий Викентьевич Подрайский, инженер-предприниматель
19. 1978 — 31 июня — Планкетт, шкипер
20. 1978 — Дуэнья — Карлос
21. 1978 — Кровь и пот — купец Фёдоров
22. 1979 — Безответная любовь — Хрисанф Николаевич, стареющий актёр
23. 1979 — Девушка из легенды — посланец эмира
24. 1981 — Шофёр на один рейс — Павел Ефремович Тишанов
25. 1982 — Ассоль — Меннерс
26. 1983 — Инспектор Лосев — Сокольский
27. 1984 — Колье Шарлотты — Губченко Виктор Фёдорович («Тюля»)
28. 1984 — Прохиндиада, или Бег на месте — Тимофей Тимофеевич
29. 1985 — Грубая посадка — Василий Филиппович Полозов, командующй ВВС
30. 1985 — Салон красоты — Григорий Сергеевич, друг Ляли
31. 1985 — Следствие ведут знатоки. Полуденный вор — Лёша
32. 1985 — Человек с аккордеоном — Савелий Михайлович
33. 1985 — Сделка — Суарес, президент
34. 1986 — Жизнь Клима Самгина — Безбедов
35. 1987 — Игра в детектив. Выпуск 1 (режиссёры: Леонид Пивер, Виктор Крюков, Центральное телевидение) — сэр Гаррисон
36. 1987 — Где бы ни работать… — директор института
37. 1988 — Новые приключения янки при дворе короля Артура — Саграмор
38. 1989 — Следствие ведут ЗнаТоКи. Мафия — посетитель наркопритона
39. 1989 — Светик — Николай Степанович
40. 1990 — Анютины глазки и барские ласки — барин
41. 1990 — Мышеловка — Паравичини
42. 1991 — Виват, гардемарины! — принц Христиан Август Ангальт-Цербстский, отец Фике
43. 1991 — Не будите спящую собаку — актёр «министр»
44. 1991 — Номер «люкс» для генерала с девочкой — Сергей
45. 1991 — Блуждающие звёзды — Щупак
46. 1991 — И возвращается ветер… — Георгий
47. 1992 — Господи, помилуй заблудших
48. 1992 — Сердца трёх — слепой разбойник
49. 1993 — Грех. История страсти — Николай Арсеньевич Ланской, отец Сергея
50. 1993 — Бегущий по льду — адвокат
51. 1993 — Аляска Кид — Чарли Хансон
52. 1994 — Прохиндиада 2 — Тимофей Тимофеевич
53. 2000 — Тайны дворцовых переворотов. — Фильм 2. Завещание императрицы — генерал Салтыков

### Киножурнал «Фитиль»
1. 1987 — Выпуск № 306 (новелла «Заход на посадку») — взяткодатель
2. 1990 — Выпуск № 337 (новелла «Беспокойное хозяйство») — Семён Зеленцов
3. 2004 — Выпуск № 9 (новелла «Полезный совет») — дедушка
4. 2004 — Выпуск № 16 (новелла «Система Станиславского») — эпизод

### Озвучивание мультфильмов
1. 1971 — Аргонавты — царь Эет
2. 1973 — Ну, погоди! (выпуск 7) — Морж (в титрах не указан)[4]
3. 1979 — Фитиль № 209: «Каменный гость» — второй атлант
4. 1981 — День рождения бабушки — пёс Джек
5. 1985 — Ну, погоди! (выпуск 15) — Бегемот-шахтер
6. 1986 — Ловушка для кошек — Джованни Гатто
7. 1986 — Ну, погоди! (выпуск 16) — Волк из сказки «Красная Шапочка»
8. 1987 — Приключения пингвинёнка Лоло — Браконьер
9. 1988 — Заяц, который любил давать советы — волк
10. 1988 — Котёнок с улицы Лизюкова — лев
11. 1989 — Фитиль № 323: «Человек ниоткуда» — альпинист в синей куртке
12. 1990 — Дверь в стене — читает текст
13. 1990 — Фитиль № 333: «Приехали» — старший космонавт
14. 1992 — Чинк — старик
15. 1994 — Ну, погоди! (рекламный ролик «Джойта») — Волк
16. 1994 — Страницы российской истории. Земля предков

### Озвучивание кинофильмов
1. 1955 — Яхты в море — Пауль Алус (роль Олева Эсколы)
2. 1979 — Пираты XX века — капитан пиратов (роль Рейно Арена)
3. 1981 — Послезавтра, в полночь — Пчелинцев (роль Юозаса Будрайтиса)
4. 1985 — В поисках капитана Гранта — капитан Грант (роль Бориса Хмельницкого)
5. 1989 — Катала — Директор (роль Нодара Мгалоблишвили)

## Признание и награды
- Заслуженный артист РСФСР (1964)
- Народный артист РСФСР (1988)